# Yes (chanson de Ben & Tan)
Cet article concerne la chanson de Ben & Tan. Pour les autres significations, voir Yes (homonymie).
Chansons représentant le Danemark au Concours Eurovision de la chanson
Love Is Forever
(2019)
Yes (également stylisé en YES) est une chanson du duo danois Ben & Tan sortie le 8 mars 2020 en téléchargement numérique. La chanson aurait dû représenter le Danemark au Concours Eurovision de la chanson 2020, à Rotterdam, aux Pays-Bas.

## À l’Eurovision
Yes devait représenter le Danemark au Concours Eurovision de la chanson 2020 après avoir remporté le Dansk Melodi Grand Prix 2020, la sélection du pays, le 7 mars 2020.
La chanson aurait dû être interprétée en onzième position de l'ordre de passage de la deuxième demi-finale, le 14 mai 2020. Cependant, le 18 mars 2020, l'annulation du Concours en raison de la pandémie de Covid-19 est annoncée.

## Classements
| Classements (2020)        | Meilleure position |
| ------------------------- | ------------------ |
| Danemark (Tracklisten)    | 30                 |
| Suède (Sverigetopplistan) | 18                 |